# Rickmansworth
Rickmansworth är en ort i Storbritannien.   Den ligger i grevskapet Hertfordshire och riksdelen England, i den södra delen av landet, 28 km nordväst om huvudstaden London. Rickmansworth ligger 53 meter över havet och antalet invånare är 12 043.
Terrängen runt Rickmansworth är huvudsakligen platt. Rickmansworth ligger nere i en dal. Runt Rickmansworth är det mycket tätbefolkat, med 2 103 invånare per kvadratkilometer. Närmaste större samhälle är Watford, 5,9 km öster om Rickmansworth. I omgivningarna runt Rickmansworth växer i huvudsak blandskog.